# Nossa Senhora da Vila
A Freguesia de Nossa Senhora da Vila é uma extinta freguesia portuguesa do Município de Montemor-o-Novo, freguesia que tinha 185,95 km² de área e 6 070 habitantes (2011), e, por isso, uma densidade populacional de 32,6 h/km².
A Freguesia de Nossa Senhora da Vila foi extinta (agregada) pela reorganização administrativa de 2012/2013, tendo o seu território sido agregado ao das Freguesias de Nossa Senhora do Bispo e de Silveiras para criar a União de Freguesias de Nossa Senhora da Vila, Nossa Senhora do Bispo e Silveiras.

## População
| População da freguesia de Nossa Senhora da Vila | População da freguesia de Nossa Senhora da Vila | População da freguesia de Nossa Senhora da Vila | População da freguesia de Nossa Senhora da Vila | População da freguesia de Nossa Senhora da Vila | População da freguesia de Nossa Senhora da Vila | População da freguesia de Nossa Senhora da Vila | População da freguesia de Nossa Senhora da Vila | População da freguesia de Nossa Senhora da Vila | População da freguesia de Nossa Senhora da Vila | População da freguesia de Nossa Senhora da Vila | População da freguesia de Nossa Senhora da Vila | População da freguesia de Nossa Senhora da Vila | População da freguesia de Nossa Senhora da Vila | População da freguesia de Nossa Senhora da Vila |
| ----------------------------------------------- | ----------------------------------------------- | ----------------------------------------------- | ----------------------------------------------- | ----------------------------------------------- | ----------------------------------------------- | ----------------------------------------------- | ----------------------------------------------- | ----------------------------------------------- | ----------------------------------------------- | ----------------------------------------------- | ----------------------------------------------- | ----------------------------------------------- | ----------------------------------------------- | ----------------------------------------------- |
| 1864                                            | 1878                                            | 1890                                            | 1900                                            | 1911                                            | 1920                                            | 1930                                            | 1940                                            | 1950                                            | 1960                                            | 1970                                            | 1981                                            | 1991                                            | 2001                                            | 2011                                            |
| 3 319                                           | 3 377                                           | 3 593                                           | 3 862                                           | 4 443                                           | 5 002                                           | 5 220                                           | 6 165                                           | 6 429                                           | 6 354                                           | 3 996                                           | 5 020                                           | 5 200                                           | 5 629                                           | 6 070                                           |

No censo de 1864 figura Montemor-Castelo. Nos censos de 1878 a 1911 figura Montemor-o-Novo-Castelo. Nos anos de 1911 a 1930 tinha anexadas as freguesias de Represa, Santa Sofia e S. Mateus. Pelo decreto-lei nº 27 424, de 31/12/1936, as freguesias de Represa, Santa Sofia e S. Mateus são extintas e incorporadas nesta freguesia, figurando no entanto no censo de 1940 como freguesias distintas.

## Localidades
- Almografes
- Amoreira da Torre
- Basílio e Escudeiro
- Casa dos Cantoneiros
- Casais da Adua
- Courela da Ponte de Évora 1
- Courela da Ponte de Évora 2
- Herdade do Zambujal
- Horta do Leal
- Janelinha
- Lanita
- Maia
- Monte da Capela
- Monte da Caravela Robusta
- Monte da Courela da Fonte Boa
- Monte da Estrada
- Monte da Fábrica Raposo
- Monte da Represa
- Monte da Serra
- Monte da Sousa
- Monte da Tapadinha
- Monte das Casquinhas
- Monte de Isaías
- Monte do Abadinho de Baixo
- Monte do Abadinho de Cima
- Monte do Balão
- Monte do Cegonho
- Monte do Gato
- Monte do Moinho do Bispo
- Monte do Moinho Pintada
- Monte do Outeiro
- Monte do Pinheiro
- Monte do Sesmo
- Monte dos Pomares
- Monte João Cornacho
- Monte Manso
- Monte Manuel Filipe
- Monte Novo da Alcava de Cima
- Montemor-o-Novo
- Patalim
- Pintada
- Prediana
- Quinta da Casa Branca
- Quinta da Horta de Gança
- Quinta de Santa Margarida
- Quinta do Pomarinho
- Quinta do Zambujeiro
- Quinta Oliveira Sameiro
- Quinta Silva
- Quintinhas à Saúde
- Santa Sofia
- Santo Aleixo
- São Romão
- Vembrogel

## Património
- Anta da Herdade de Tourais ou Anta dos Tourais
- Castelo de Montemor-o-Novo, incluindo as muralhas e os imóveis no seu interior
- Anta da Herdade da Serranheira
- Paço da Quinta de D. Francisco
- Igreja de Nossa Senhora da Purificação da Represa
- Ermida de São Pedro da Ribeira ou Capela de São Pedro da Ribeira
- Convento de São Francisco (incluindo a Igreja de São Francisco)
- Sacristia da Igreja Paroquial do Senhor Jesus do Calvário ou Igreja do Calvário
- Anta da Moita do Gato
- Convento de Nossa Senhora da Saudação
- Quinta da Amoreira da Torre e respectiva cerca
- Anta 1 do Monte das Fazendas